# Championnat de France de football 2022-2023
Navigation
Ligue 1 2021-2022 Ligue 1 2023-2024
La saison 2022-2023 de Ligue 1 est la 85e édition du championnat de France de football, la 21e sous l'appellation « Ligue 1 » et la 3e sous l'appellation Ligue 1 Uber Eats. La saison débute le 5 août 2022 et s’achève le 3 juin 2023.
Les équipes promues de Ligue 2 sont le Toulouse FC, l'AC Ajaccio et l'AJ Auxerre.
En raison de la réduction du nombre d'équipes en Ligue 1 la prochaine saison, de 20 à 18 équipes, il y a 4 descentes directes cette saison.

## Participants
Vingt équipes participent à cette édition, les dix-sept maintenues de la saison précédente, auxquelles s'ajoutent les trois promus de Ligue 2 : le Toulouse FC, l'AC Ajaccio et l’AJ Auxerre, de retour dans l'élite respectivement après 2, 8 et 10 saisons au deuxième échelon. Ces trois clubs remplacent les relégués : l'AS Saint-Étienne, le FC Metz et les Girondins de Bordeaux.
Parmi les 20 clubs, six ont participé à toutes les éditions de la Ligue 1 depuis sa fondation en 2002 : l'Olympique de Marseille, le Stade rennais, l'Olympique lyonnais, le LOSC Lille, l'OGC Nice et le Paris Saint-Germain.
| \| Paris SG LOSC Lille Olympique lyonnais · Olympique de Marseille Montpellier HSC Stade de Reims · OGC Nice · RC Strasbourg Stade rennais FC Angers SCO · FC Nantes Stade brestois 29 · FC Lorient Toulouse FC AC Ajaccio RC Lens Clermont Foot ES Troyes AC AS Monaco AJ Auxerre \| Localisation des clubs engagés dans le championnat. |
| Paris SG LOSC Lille Olympique lyonnais · Olympique de Marseille Montpellier HSC Stade de Reims · OGC Nice · RC Strasbourg Stade rennais FC Angers SCO · FC Nantes Stade brestois 29 · FC Lorient Toulouse FC AC Ajaccio RC Lens Clermont Foot ES Troyes AC AS Monaco AJ Auxerre                                                           |

### Nombre d'équipes par régions
| Nombre | Région                     | Équipes                                           |
| ------ | -------------------------- | ------------------------------------------------- |
| 3      | Bretagne                   | Stade rennais FC, FC Lorient et Stade brestois 29 |
| 3      | Grand Est                  | Stade de Reims, RC Strasbourg et ES Troyes AC     |
| 2      | Hauts-de-France            | RC Lens et LOSC Lille                             |
| 2      | Auvergne-Rhône-Alpes       | Olympique lyonnais et Clermont Foot 63            |
| 2      | Occitanie                  | Montpellier HSC et Toulouse FC                    |
| 2      | Pays de la Loire           | FC Nantes et Angers SCO                           |
| 2      | Provence-Alpes-Côte d'Azur | Olympique de Marseille et OGC Nice                |
| 1      | Île-de-France              | Paris Saint-Germain                               |
| 1      | Bourgogne-Franche-Comté    | AJ Auxerre                                        |
| 1      | Corse                      | AC Ajaccio                                        |
| 1      | Monaco                     | AS Monaco                                         |

| Club                   | Dernière montée | Classement 2021-2022 | Entraîneur(s)        | Depuis | Stade                     | Capacité en L1              | Nombre de saison(s) en L1 |
| ---------------------- | --------------- | -------------------- | -------------------- | ------ | ------------------------- | --------------------------- | ------------------------- |
| Paris Saint-Germain    | 1974            | 1er                  | Christophe Galtier   | 2022   | Parc des Princes          | 47 929                      | 49                        |
| Olympique de Marseille | 1996            | 2e                   | Igor Tudor           | 2022   | Orange Vélodrome          | 66 226                      | 72                        |
| AS Monaco              | 2013            | 3e                   | Philippe Clement     | 2022   | Stade Louis-II            | 16 500                      | 63                        |
| Stade rennais FC       | 1994            | 4e                   | Bruno Génésio        | 2021   | Roazhon Park              | 29 778                      | 65                        |
| OGC Nice               | 2002            | 5e                   | Didier Digard        | 2023   | Allianz Riviera           | 35 596                      | 63                        |
| RC Strasbourg          | 2017            | 6e                   | Frédéric Antonetti   | 2023   | Stade de la Meinau        | 26 109                      | 61                        |
| RC Lens                | 2020            | 7e                   | Franck Haise         | 2020   | Stade Bollaert-Delelis    | 38 223                      | 60                        |
| Olympique lyonnais     | 1989            | 8e                   | Laurent Blanc        | 2022   | Groupama Stadium          | 57 206                      | 63                        |
| FC Nantes              | 2013            | 9e                   | Pierre Aristouy      | 2023   | Stade de la Beaujoire     | 35 322                      | 54                        |
| LOSC Lille             | 2000            | 10e                  | Paulo Fonseca        | 2022   | Stade Pierre-Mauroy       | 50 186                      | 62                        |
| Stade brestois 29      | 2019            | 11e                  | Éric Roy             | 2023   | Stade Francis-Le Blé      | 15 220                      | 16                        |
| Stade de Reims         | 2018            | 12e                  | Will Still           | 2022   | Stade Auguste-Delaune     | 20 546                      | 38                        |
| Montpellier HSC        | 2009            | 13e                  | Michel Der Zakarian  | 2023   | Stade de la Mosson        | 22 000                      | 30                        |
| Angers SCO             | 2015            | 14e                  | Alexandre Dujeux     | 2023   | Stade Raymond-Kopa        | 19 350                      | 30                        |
| ES Troyes AC           | 2021            | 15e                  | Patrick Kisnorbo     | 2022   | Stade de l'Aube           | 20 400                      | 18                        |
| FC Lorient             | 2020            | 16e                  | Régis Le Bris        | 2022   | Stade du Moustoir         | 18 500                      | 15                        |
| Clermont Foot 63       | 2021            | 17e                  | Pascal Gastien       | 2017   | Stade Gabriel-Montpied    | 12 165 (<J15) 13 700 (>J16) | 1                         |
| Toulouse FC            | 2022            | 1er (Ligue 2)        | Philippe Montanier   | 2021   | Stadium de Toulouse       | 33 150                      | 33                        |
| AC Ajaccio             | 2022            | 2e (Ligue 2)         | Olivier Pantaloni    | 2014   | Stade François-Coty       | 10 660                      | 13                        |
| AJ Auxerre             | 2022            | 3e (Ligue 2)         | Christophe Pélissier | 2022   | Stade de l'Abbé-Deschamps | 17 924                      | 32                        |

Légende des couleurs
- Phase de groupes de la Ligue des champions 2022-2023
- 3e tour de qualification de la Ligue des champions 2022-2023
- Phase de groupes de la Ligue Europa 2022-2023
- Tour de barrages de la Ligue Europa Conférence 2022-2023
- Promu de Ligue 2 2021-2022

### Changements d'entraîneur
| Club                   | Entraîneur(s) partant(s)                 | Motif du départ            | Date de départ   | Position   | Entraîneur(s) arrivant(s)                | Date d'arrivée   |
| ---------------------- | ---------------------------------------- | -------------------------- | ---------------- | ---------- | ---------------------------------------- | ---------------- |
| LOSC Lille             | Jocelyn Gourvennec                       | Renvoi                     | 16 juin 2022     | Pré-saison | Paulo Fonseca                            | 29 juin 2022     |
| FC Lorient             | Christophe Pélissier                     | Renvoi                     | 26 juin 2022     | Pré-saison | Régis Le Bris                            | 27 juin 2022     |
| OGC Nice               | Christophe Galtier                       | Contrat dans un autre club | 27 juin 2022     | Pré-saison | Lucien Favre                             | 27 juin 2022     |
| Olympique de Marseille | Jorge Sampaoli                           | Consentement mutuel        | 1er juillet 2022 | Pré-saison | Igor Tudor                               | 4 juillet 2022   |
| Paris Saint-Germain    | Mauricio Pochettino                      | Renvoi                     | 5 juillet 2022   | Pré-saison | Christophe Galtier                       | 5 juillet 2022   |
| Olympique lyonnais     | Peter Bosz                               | Renvoi                     | 9 octobre 2022   | 8e         | Laurent Blanc                            | 9 octobre 2022   |
| Stade brestois         | Michel Der Zakarian                      | Renvoi                     | 11 octobre 2022  | 20e        | Julien Lachuer Yvan Bourgis Bruno Grougi | 11 octobre 2022  |
| AJ Auxerre             | Jean-Marc Furlan                         | Renvoi                     | 11 octobre 2022  | 16e        | Michel Padovani                          | 11 octobre 2022  |
| Stade de Reims         | Óscar García Junyent                     | Renvoi                     | 13 octobre 2022  | 15e        | Will Still                               | 13 octobre 2022  |
| Montpellier HSC        | Olivier Dall'Oglio                       | Renvoi                     | 17 octobre 2022  | 11e        | Romain Pitau                             | 17 octobre 2022  |
| AJ Auxerre             | Michel Padovani                          | Fin de l'intérim           | 26 octobre 2022  | 18e        | Christophe Pélissier                     | 26 octobre 2022  |
| ES Troyes AC           | Bruno Irles                              | Renvoi                     | 8 novembre 2022  | 13e        | Claude Robin                             | 8 novembre 2022  |
| ES Troyes AC           | Claude Robin                             | Fin de l'intérim           | 23 novembre 2022 | 13e        | Patrick Kisnorbo                         | 23 novembre 2022 |
| Angers SCO             | Gérald Baticle                           | Renvoi                     | 24 novembre 2022 | 20e        | Abdel Bouhazama                          | 24 novembre 2022 |
| Stade brestois         | Julien Lachuer Yvan Bourgis Bruno Grougi | Fin de l'intérim           | 3 janvier 2023   | 17e        | Éric Roy                                 | 3 janvier 2023   |
| RC Strasbourg Alsace   | Julien Stéphan                           | Renvoi                     | 9 janvier 2023   | 19e        | Mathieu Le Scornet                       | 9 janvier 2023   |
| OGC Nice               | Lucien Favre                             | Renvoi                     | 9 janvier 2023   | 11e        | Didier Digard                            | 9 janvier 2023   |
| Montpellier HSC        | Romain Pitau                             | Renvoi                     | 7 février 2023   | 15e        | Michel Der Zakarian                      | 8 février 2023   |
| RC Strasbourg Alsace   | Mathieu Le Scornet                       | Fin de l'intérim           | 13 février 2023  | 17e        | Frédéric Antonetti                       | 13 février 2023  |
| Angers SCO             | Abdel Bouhazama                          | Démission                  | 7 mars 2023      | 20e        | Alexandre Dujeux                         | 10 mars 2023     |
| FC Nantes              | Antoine Kombouaré                        | Renvoi                     | 9 mai 2023       | 17e        | Pierre Aristouy                          | 9 mai 2023       |

### Propriétaires et investisseurs majoritaires
| Club                   | Budget en M€ | Actionnaire majoritaire       | Depuis |
| ---------------------- | ------------ | ----------------------------- | ------ |
| AC Ajaccio             | 22           | Imperial Corse Investissement | 2016   |
| Angers SCO             | 40           | Saïd Chabane                  | 2011   |
| AJ Auxerre             | 32           | James Zhou                    | 2016   |
| Stade brestois         | 48           | Denis Le Saint                | 2016   |
| Clermont Foot          | 25           | Ahmet Schaefer                | 2019   |
| LOSC Lille             | 100          | Merlyn Partners               | 2020   |
| RC Lens                | 62           | Solférino SARL                | 2016   |
| FC Lorient             | 50           | Loïc Féry                     | 2009   |
| Olympique lyonnais     | 250          | Eagle Football Group          | 2022   |
| Olympique de Marseille | 250          | Frank McCourt                 | 2016   |
| AS Monaco              | 240          | Dmitri Rybolovlev             | 2011   |
| Montpellier HSC        | 51,5         | Groupe Nicollin               | 1974   |
| FC Nantes              | 75           | Waldemar Kita                 | 2007   |
| OGC Nice               | 100          | Ineos                         | 2019   |
| Paris Saint-Germain    | 700          | Qatar Sports Investments      | 2011   |
| Stade de Reims         | 70           | Jean-Pierre Caillot           | 2004   |
| Stade rennais FC       | 90           | Artémis                       | 1998   |
| RC Strasbourg          | 45           | Marc Keller                   | 2012   |
| Toulouse FC            | 40           | RedBird Capital Partners      | 2020   |
| ES Troyes AC           | 45           | City Football Group           | 2020   |

## Compétition

### Les temps forts de la saison
Le Français Kylian Mbappé a presque battu le record du but le plus rapide de l'histoire du championnat (8 secondes) face au LOSC (1-7) à la 3e journée, manquant de peu d'égaler l'ancien joueur Michel Rio qui avait marqué un but en un peu moins de 8 secondes en février 1992.
Habib Diallo a marqué 2 des 3 buts les plus rapides de la saison. Celui face à Montpellier est le plus rapide: il a ouvert le score pour le Strasbourg au bout de 13 secondes de jeu (victoire 2-0).
Pendant la 28e journée de ligue 1, Loïs Openda marque un triplé en 4 minute 30 dans le match Clermont Foot 63 - RC Lens, record absolu.
Le 30 avril pendant la 33e journée, le SCO d'Angers est officiellement relégué en Ligue 2 pour la prochaine saison.
Le Paris Saint-Germain devient le premier club de l'histoire de la Ligue 1 à avoir été en tête du classement de la première à la dernière journée du championnat.

### Classement général et résultats
Le classement est calculé avec le barème de points suivant : une victoire vaut trois points, le match nul un. La défaite ne rapporte aucun point.
À égalité de points, les critères de départage sont les suivants :
1. plus grande différence de buts générale ;
2. plus grand nombre de points dans les confrontations directes ;
3. plus grande différence de buts particulière ;
4. plus grand nombre de buts dans les confrontations directes ;
5. plus grand nombre de buts à l'extérieur dans les confrontations directes ;
6. plus grand nombre de buts marqués ;
7. plus grand nombre de buts marqués à l'extérieur ;
8. meilleure place au Challenge du Fair-play (un point par joueur averti, trois points par joueur exclu).

Les règles 2, 3, 4, 5 de départage des clubs lors des rencontres disputées entre eux ne peuvent s’appliquer que si les deux matchs les ayant opposés ont été joués.
Tant que ces deux matchs ne se sont pas déroulés, les règles 6, 7, 8 s’appliquent en priorité dans l’ordre de leur énoncé.

#### Classement
Source : Classement sur le site de la Ligue 1.
| Rang | Équipe                  | Pts | J  | G  | N  | P  | Bp | Bc | Diff |
| ---- | ----------------------- | --- | -- | -- | -- | -- | -- | -- | ---- |
| 1    | Paris Saint-Germain T S | 85  | 38 | 27 | 4  | 7  | 89 | 40 | +49  |
| 2    | RC Lens                 | 84  | 38 | 25 | 9  | 4  | 68 | 29 | +39  |
| 3    | Olympique de Marseille  | 73  | 38 | 22 | 7  | 9  | 67 | 40 | +27  |
| 4    | Stade rennais FC        | 68  | 38 | 21 | 5  | 12 | 69 | 39 | +30  |
| 5    | LOSC Lille              | 67  | 38 | 19 | 10 | 9  | 65 | 44 | +21  |
| 6    | AS Monaco               | 65  | 38 | 19 | 8  | 11 | 70 | 58 | +12  |
| 7    | Olympique lyonnais      | 62  | 38 | 18 | 8  | 12 | 65 | 47 | +18  |
| 8    | Clermont Foot 63        | 59  | 38 | 17 | 8  | 13 | 45 | 49 | -4   |
| 9    | OGC Nice                | 58  | 38 | 15 | 13 | 10 | 48 | 37 | +11  |
| 10   | FC Lorient              | 55  | 38 | 15 | 10 | 13 | 52 | 53 | -1   |
| 11   | Stade de Reims          | 51  | 38 | 12 | 15 | 11 | 45 | 45 | 0    |
| 12   | Montpellier HSC         | 50  | 38 | 15 | 5  | 18 | 65 | 62 | +3   |
| 13   | Toulouse FC P C         | 48  | 38 | 13 | 9  | 16 | 51 | 57 | -6   |
| 14   | Stade brestois 29       | 44  | 38 | 11 | 11 | 16 | 44 | 54 | -10  |
| 15   | RC Strasbourg           | 40  | 38 | 9  | 13 | 16 | 51 | 59 | -8   |
| 16   | FC Nantes               | 36  | 38 | 7  | 15 | 16 | 37 | 55 | -18  |
| 17   | AJ Auxerre P            | 35  | 38 | 8  | 11 | 19 | 35 | 63 | -28  |
| 18   | AC Ajaccio P            | 26  | 38 | 7  | 5  | 26 | 23 | 74 | -51  |
| 19   | ES Troyes AC            | 24  | 38 | 4  | 12 | 22 | 45 | 81 | -36  |
| 20   | Angers SCO              | 18  | 38 | 4  | 6  | 28 | 33 | 81 | -48  |

Qualifications européennes
Ligue des champions 2023-2024
- 1er et 2e : phase de groupes
- 3e : troisième tour de qualification

Ligue Europa 2023-2024
- C et 4e : phase de groupes

Ligue Europa Conférence 2023-2024
- 5e : tour de barrages

Relégation en Ligue 2 2023-2024
- 17e, 18e, 19e et 20e : relégation

Abréviations
- T : Tenant du titre
- C : Vainqueur de la Coupe de France 2022-2023
- S : Vainqueur du Trophée des champions 2022
- P : Promus de Ligue 2 2021-2022

### Matchs
| Résultats (▼dom., ►ext.)                                   | ACA | SCO | AJA | SB29 | CF63 | RCL | LOSC | FCL | OL  | OM  | ASM | MHSC | FCN | OGCN | PSG | SDR | SRFC | RCSA | TFC | ESTAC |
| AC Ajaccio                                                 |     | 1-0 | 0-3 | 0-0  | 1-3  | 0-0 | 1-3  | 0-1 | 0-2 | 1-0 | 0-2 | 0-1  | 0-2 | 0-1  | 0-3 | 0-1 | 0-5  | 4-2  | 0-0 | 2-1   |
| Angers SCO                                                 | 1-2 |     | 1-1 | 1-3  | 1-2  | 1-2 | 1-0  | 1-2 | 1-3 | 0-3 | 1-2 | 2-1  | 0-0 | 1-1  | 1-2 | 2-4 | 1-2  | 2-3  | 0-2 | 2-1   |
| AJ Auxerre                                                 | 1-0 | 2-2 |     | 1-1  | 1-1  | 1-3 | 1-1  | 1-3 | 2-1 | 0-2 | 2-3 | 0-2  | 2-1 | 1-1  | 1-2 | 0-0 | 0-0  | 1-0  | 0-5 | 1-0   |
| Stade brestois 29                                          | 0-1 | 4-0 | 1-0 |      | 2-1  | 1-1 | 0-0  | 1-2 | 2-4 | 1-1 | 1-2 | 0-7  | 2-0 | 1-0  | 1-2 | 0-0 | 1-2  | 1-1  | 3-1 | 2-1   |
| Clermont Foot 63                                           | 2-1 | 2-1 | 2-1 | 1-3  |      | 0-4 | 0-2  | 2-0 | 2-1 | 0-2 | 0-2 | 1-1  | 0-0 | 1-0  | 0-5 | 1-0 | 2-1  | 1-1  | 2-0 | 1-3   |
| RC Lens                                                    | 3-0 | 3-0 | 1-0 | 3-2  | 2-1  |     | 1-1  | 5-2 | 1-0 | 2-1 | 3-0 | 1-0  | 3-1 | 0-1  | 3-1 | 2-1 | 2-1  | 2-1  | 3-0 | 1-0   |
| LOSC Lille                                                 | 3-0 | 1-0 | 4-1 | 2-1  | 0-0  | 1-0 |      | 3-1 | 3-3 | 2-1 | 4-3 | 2-1  | 2-1 | 1-2  | 1-7 | 1-1 | 1-1  | 2-0  | 2-1 | 5-1   |
| FC Lorient                                                 | 3-0 | 0-0 | 0-1 | 2-1  | 2-1  | 1-3 | 2-1  |     | 3-1 | 0-0 | 2-2 | 0-2  | 3-2 | 1-2  | 1-2 | 0-0 | 2-1  | 2-1  | 0-1 | 2-0   |
| Olympique lyonnais                                         | 2-1 | 5-0 | 2-1 | 0-0  | 0-1  | 2-1 | 1-0  | 0-0 |     | 1-2 | 3-1 | 5-4  | 1-1 | 1-1  | 0-1 | 3-0 | 3-1  | 1-2  | 1-1 | 4-1   |
| Olympique de Marseille                                     | 1-2 | 3-1 | 2-1 | 1-2  | 1-0  | 0-1 | 2-1  | 3-1 | 1-0 |     | 1-1 | 1-1  | 2-1 | 1-3  | 0-3 | 4-1 | 1-1  | 2-2  | 6-1 | 3-1   |
| AS Monaco                                                  | 7-1 | 2-0 | 3-2 | 1-0  | 1-1  | 1-4 | 0-0  | 3-1 | 2-1 | 2-3 |     | 0-4  | 4-1 | 0-3  | 3-1 | 0-1 | 1-1  | 4-3  | 1-2 | 2-4   |
| Montpellier HSC                                            | 2-0 | 5-0 | 1-2 | 3-0  | 2-1  | 1-1 | 1-3  | 1-1 | 1-2 | 1-2 | 0-2 |      | 0-3 | 2-3  | 1-3 | 1-1 | 1-0  | 2-1  | 1-2 | 3-2   |
| FC Nantes                                                  | 2-2 | 1-0 | 1-0 | 4-1  | 1-1  | 0-0 | 1-1  | 1-0 | 0-0 | 0-2 | 2-2 | 0-3  |     | 2-2  | 0-3 | 0-3 | 0-1  | 0-2  | 3-1 | 2-2   |
| OGC Nice                                                   | 3-0 | 0-1 | 1-1 | 1-0  | 1-2  | 0-0 | 1-0  | 1-1 | 3-1 | 0-3 | 0-1 | 6-1  | 1-1 |      | 0-2 | 0-0 | 2-1  | 1-1  | 0-0 | 3-2   |
| Paris Saint-Germain                                        | 5-0 | 2-0 | 5-0 | 1-0  | 2-3  | 3-1 | 4-3  | 1-3 | 0-1 | 1-0 | 1-1 | 5-2  | 4-2 | 2-1  |     | 1-1 | 0-2  | 2-1  | 2-1 | 4-3   |
| Stade de Reims                                             | 1-0 | 2-2 | 2-1 | 1-1  | 2-4  | 1-1 | 1-0  | 4-2 | 1-1 | 1-2 | 0-3 | 1-3  | 1-0 | 0-0  | 0-0 |     | 3-1  | 0-2  | 3-0 | 4-0   |
| Stade rennais FC                                           | 2-1 | 4-2 | 5-0 | 3-1  | 2-0  | 0-1 | 1-3  | 0-1 | 3-2 | 0-1 | 2-0 | 3-0  | 3-0 | 2-1  | 1-0 | 3-0 |      | 3-0  | 2-1 | 4-0   |
| RC Strasbourg                                              | 3-1 | 2-1 | 2-0 | 0-1  | 0-0  | 2-2 | 0-3  | 1-1 | 1-2 | 2-2 | 1-2 | 2-0  | 1-1 | 2-0  | 1-1 | 1-1 | 1-3  |      | 1-2 | 2-3   |
| Toulouse FC                                                | 2-0 | 3-2 | 1-1 | 1-1  | 0-1  | 0-1 | 0-2  | 2-2 | 1-2 | 2-3 | 0-2 | 4-2  | 0-0 | 1-1  | 0-3 | 1-0 | 3-1  | 2-2  |     | 4-1   |
| ES Troyes AC                                               | 1-1 | 3-1 | 1-1 | 2-2  | 0-2  | 1-1 | 1-1  | 2-2 | 1-3 | 0-2 | 2-2 | 0-1  | 0-0 | 0-1  | 1-3 | 2-2 | 1-1  | 1-1  | 0-3 |       |
| - Victoire à domicile - Match nul - Victoire à l'extérieur |     |     |     |      |      |     |      |     |     |     |     |      |     |      |     |     |      |      |     |       |

## Statistiques

### Domicile et extérieur
| Rang | Équipe                 | Pts | J  | G  | N  | P  | Bp | Bc | Diff |
| ---- | ---------------------- | --- | -- | -- | -- | -- | -- | -- | ---- |
| 1    | RC Lens                | 52  | 19 | 17 | 1  | 1  | 41 | 13 | +28  |
| 2    | Stade rennais FC       | 45  | 19 | 15 | 0  | 4  | 43 | 14 | +29  |
| 3    | LOSC Lille             | 43  | 19 | 13 | 4  | 2  | 40 | 25 | +15  |
| 4    | Paris Saint-Germain    | 41  | 19 | 13 | 2  | 4  | 45 | 25 | +20  |
| 5    | Olympique lyonnais     | 35  | 19 | 10 | 5  | 4  | 35 | 19 | +16  |
| 6    | Olympique de Marseille | 34  | 19 | 10 | 4  | 5  | 35 | 24 | +11  |
| 7    | FC Lorient             | 31  | 19 | 9  | 4  | 6  | 26 | 21 | +5   |
| 8    | Stade de Reims         | 30  | 19 | 8  | 6  | 5  | 28 | 23 | +5   |
| 9    | AS Monaco              | 30  | 19 | 9  | 3  | 7  | 37 | 33 | +4   |
| 10   | Clermont Foot 63       | 30  | 19 | 9  | 3  | 7  | 20 | 28 | -8   |
| 11   | OGC Nice               | 28  | 19 | 7  | 7  | 5  | 24 | 18 | +6   |
| 12   | Stade brestois 29      | 26  | 19 | 7  | 5  | 7  | 24 | 26 | -2   |
| 13   | Montpellier HSC        | 24  | 19 | 7  | 3  | 9  | 29 | 29 | 0    |
| 14   | Toulouse FC            | 24  | 19 | 6  | 6  | 7  | 27 | 27 | 0    |
| 15   | FC Nantes              | 23  | 19 | 5  | 8  | 6  | 20 | 26 | -6   |
| 16   | RC Strasbourg Alsace   | 22  | 19 | 5  | 7  | 7  | 25 | 26 | -1   |
| 17   | AJ Auxerre             | 22  | 19 | 5  | 7  | 7  | 18 | 28 | -10  |
| 18   | AC Ajaccio             | 15  | 19 | 4  | 3  | 12 | 10 | 30 | -20  |
| 19   | ES Troyes AC           | 14  | 19 | 1  | 11 | 7  | 19 | 30 | -11  |
| 20   | Angers SCO             | 12  | 19 | 3  | 3  | 13 | 20 | 36 | -16  |

| Rang | Équipe                 | Pts | J  | G  | N | P  | Bp | Bc | Diff |
| ---- | ---------------------- | --- | -- | -- | - | -- | -- | -- | ---- |
| 1    | Paris Saint-Germain    | 44  | 19 | 14 | 2 | 3  | 44 | 15 | +29  |
| 2    | Olympique de Marseille | 39  | 19 | 12 | 4 | 3  | 32 | 16 | +16  |
| 3    | AS Monaco              | 35  | 19 | 10 | 5 | 4  | 33 | 25 | +8   |
| 4    | RC Lens                | 32  | 19 | 8  | 8 | 3  | 27 | 16 | +11  |
| 5    | OGC Nice               | 30  | 19 | 8  | 6 | 5  | 24 | 20 | +4   |
| 6    | Clermont Foot 63       | 29  | 19 | 8  | 5 | 6  | 25 | 21 | +4   |
| 7    | Olympique lyonnais     | 27  | 19 | 8  | 3 | 8  | 30 | 28 | +2   |
| 8    | Montpellier HSC        | 26  | 19 | 8  | 2 | 9  | 36 | 33 | +3   |
| 9    | LOSC Lille             | 24  | 19 | 6  | 6 | 7  | 25 | 19 | +6   |
| 10   | FC Lorient             | 24  | 19 | 6  | 6 | 7  | 26 | 32 | -6   |
| 11   | Toulouse FC            | 24  | 19 | 7  | 3 | 9  | 24 | 30 | -6   |
| 12   | Stade rennais FC       | 23  | 19 | 6  | 5 | 8  | 26 | 25 | +1   |
| 13   | Stade de Reims         | 21  | 19 | 4  | 9 | 6  | 17 | 22 | -5   |
| 14   | RC Strasbourg Alsace   | 18  | 19 | 4  | 6 | 9  | 26 | 33 | -7   |
| 15   | Stade brestois 29      | 18  | 19 | 4  | 6 | 9  | 20 | 28 | -8   |
| 16   | FC Nantes              | 13  | 19 | 2  | 8 | 10 | 17 | 29 | -12  |
| 17   | AJ Auxerre             | 13  | 19 | 3  | 4 | 12 | 17 | 35 | -18  |
| 18   | AC Ajaccio             | 11  | 19 | 3  | 2 | 16 | 13 | 44 | -31  |
| 19   | ES Troyes AC           | 10  | 19 | 3  | 1 | 15 | 26 | 51 | -25  |
| 20   | Angers SCO             | 6   | 19 | 1  | 3 | 15 | 13 | 45 | -32  |

### Évolution du classement
| Journée →   | 1  | 2  | 3  | 4  | 5  | 6  | 7  | 8  | 9  | 10 | 11 | 12 | 13 | 14 | 15 | 16 | 17 | 18 | 19 | 20 | 21 | 22 | 23 | 24 | 25 | 26 | 27 | 28 | 29 | 30 | 31 | 32 | 33 | 34 | 35 | 36 | 37 | 38 | 1er | rel. |
| Équipe ↓    |    |    |    |    |    |    |    |    |    |    |    |    |    |    |    |    |    |    |    |    |    |    |    |    |    |    |    |    |    |    |    |    |    |    |    |    |    |    |     |      |
| ----------- | -- | -- | -- | -- | -- | -- | -- | -- | -- | -- | -- | -- | -- | -- | -- | -- | -- | -- | -- | -- | -- | -- | -- | -- | -- | -- | -- | -- | -- | -- | -- | -- | -- | -- | -- | -- | -- | -- | --- | ---- |
| Ajaccio     | 15 | 17 | 18 | 20 | 20 | 20 | 20 | 20 | 20 | 18 | 18 | 19 | 19 | 17 | 18 | 15 | 16 | 16 | 18 | 18 | 17 | 18 | 18 | 19 | 17 | 18 | 18 | 19 | 19 | 19 | 19 | 19 | 19 | 18 | 18 | 19 | 19 | 18 |     | 34   |
| Angers      | 11 | 11 | 17 | 17 | 19 | 19 | 19 | 14 | 15 | 17 | 19 | 20 | 20 | 20 | 20 | 20 | 20 | 20 | 20 | 20 | 20 | 20 | 20 | 20 | 20 | 20 | 20 | 20 | 20 | 20 | 20 | 20 | 20 | 20 | 20 | 20 | 20 | 20 |     | 34   |
| Auxerre     | 19 | 18 | 10 | 7  | 9  | 12 | 14 | 16 | 14 | 16 | 16 | 18 | 16 | 15 | 17 | 18 | 18 | 18 | 19 | 19 | 19 | 19 | 19 | 18 | 16 | 17 | 17 | 17 | 17 | 15 | 14 | 14 | 15 | 16 | 16 | 16 | 16 | 17 |     | 18   |
| Brest       | 14 | 14 | 7  | 14 | 17 | 17 | 18 | 19 | 18 | 20 | 20 | 17 | 18 | 19 | 16 | 17 | 17 | 17 | 17 | 16 | 15 | 14 | 15 | 16 | 18 | 15 | 16 | 16 | 15 | 16 | 16 | 17 | 14 | 15 | 15 | 14 | 14 | 14 |     | 15   |
| Clermont    | 20 | 10 | 5  | 9  | 12 | 8  | 9  | 11 | 9  | 8  | 8  | 9  | 9  | 10 | 10 | 11 | 9  | 9  | 8  | 8  | 9  | 11 | 12 | 12 | 12 | 11 | 12 | 13 | 12 | 11 | 11 | 9  | 8  | 11 | 8  | 8  | 8  | 8  |     | 1    |
| Lens        | 5  | 6  | 2  | 3  | 2  | 3  | 3  | 4  | 4  | 4  | 3  | 2  | 2  | 2  | 2  | 2  | 2  | 2  | 2  | 2  | 3  | 3  | 4  | 4  | 4  | 4  | 3  | 3  | 2  | 2  | 3  | 3  | 3  | 2  | 2  | 2  | 2  | 2  |     |      |
| Lille       | 3  | 3  | 12 | 6  | 8  | 6  | 8  | 7  | 8  | 7  | 7  | 6  | 7  | 7  | 7  | 6  | 7  | 7  | 6  | 7  | 6  | 6  | 5  | 6  | 6  | 6  | 6  | 6  | 5  | 5  | 5  | 5  | 5  | 5  | 5  | 5  | 4  | 5  |     |      |
| Lorient     | 8  | 8  | 8  | 4  | 7  | 5  | 4  | 3  | 3  | 2  | 2  | 3  | 4  | 6  | 5  | 7  | 6  | 6  | 7  | 6  | 7  | 7  | 8  | 7  | 8  | 9  | 9  | 8  | 10 | 10 | 10 | 11 | 10 | 9  | 9  | 10 | 10 | 10 |     |      |
| Lyon        | 7  | 7  | 4  | 5  | 4  | 4  | 5  | 6  | 7  | 9  | 10 | 8  | 8  | 8  | 8  | 8  | 8  | 8  | 9  | 9  | 10 | 9  | 9  | 9  | 9  | 10 | 10 | 10 | 9  | 7  | 7  | 7  | 7  | 7  | 7  | 7  | 7  | 7  |     |      |
| Marseille   | 2  | 2  | 3  | 2  | 3  | 2  | 2  | 2  | 2  | 3  | 4  | 5  | 5  | 4  | 4  | 3  | 3  | 3  | 3  | 3  | 2  | 2  | 2  | 2  | 2  | 2  | 2  | 2  | 3  | 3  | 2  | 2  | 2  | 3  | 3  | 3  | 3  | 3  |     |      |
| Monaco      | 6  | 5  | 11 | 12 | 16 | 10 | 7  | 5  | 5  | 5  | 6  | 7  | 6  | 5  | 6  | 5  | 5  | 5  | 4  | 4  | 4  | 4  | 3  | 3  | 3  | 3  | 4  | 4  | 4  | 4  | 4  | 4  | 4  | 4  | 4  | 4  | 6  | 6  |     |      |
| Montpellier | 4  | 9  | 13 | 8  | 5  | 7  | 10 | 9  | 10 | 10 | 11 | 13 | 14 | 14 | 14 | 12 | 14 | 15 | 15 | 14 | 14 | 15 | 14 | 14 | 14 | 13 | 13 | 11 | 11 | 13 | 13 | 13 | 12 | 12 | 12 | 12 | 12 | 12 |     |      |
| Nantes      | 11 | 13 | 15 | 11 | 10 | 13 | 15 | 15 | 16 | 19 | 14 | 15 | 15 | 16 | 15 | 16 | 15 | 14 | 13 | 13 | 13 | 13 | 13 | 13 | 13 | 14 | 14 | 14 | 14 | 14 | 15 | 16 | 17 | 17 | 17 | 17 | 17 | 16 |     | 6    |
| Nice        | 9  | 12 | 16 | 18 | 15 | 16 | 12 | 13 | 13 | 13 | 13 | 12 | 10 | 9  | 9  | 9  | 11 | 10 | 10 | 10 | 8  | 8  | 7  | 8  | 7  | 7  | 7  | 7  | 8  | 9  | 9  | 10 | 9  | 8  | 10 | 9  | 9  | 9  |     | 1    |
| Paris       | 1  | 1  | 1  | 1  | 1  | 1  | 1  | 1  | 1  | 1  | 1  | 1  | 1  | 1  | 1  | 1  | 1  | 1  | 1  | 1  | 1  | 1  | 1  | 1  | 1  | 1  | 1  | 1  | 1  | 1  | 1  | 1  | 1  | 1  | 1  | 1  | 1  | 1  | 38  |      |
| Reims       | 18 | 20 | 19 | 19 | 14 | 14 | 16 | 17 | 17 | 15 | 15 | 14 | 13 | 11 | 11 | 10 | 10 | 11 | 11 | 11 | 11 | 10 | 10 | 10 | 10 | 8  | 8  | 9  | 7  | 8  | 8  | 8  | 11 | 10 | 11 | 11 | 11 | 11 |     | 6    |
| Rennes      | 17 | 16 | 9  | 13 | 6  | 9  | 6  | 8  | 6  | 6  | 5  | 4  | 3  | 3  | 3  | 4  | 4  | 4  | 5  | 5  | 5  | 5  | 6  | 5  | 5  | 5  | 5  | 5  | 6  | 6  | 6  | 6  | 6  | 6  | 6  | 6  | 5  | 4  |     | 1    |
| Strasbourg  | 16 | 15 | 14 | 16 | 18 | 18 | 17 | 18 | 19 | 14 | 17 | 16 | 17 | 18 | 19 | 19 | 19 | 19 | 16 | 17 | 18 | 17 | 17 | 15 | 15 | 16 | 15 | 15 | 16 | 17 | 17 | 15 | 16 | 14 | 14 | 15 | 15 | 15 |     | 18   |
| Toulouse    | 10 | 4  | 6  | 10 | 13 | 15 | 11 | 12 | 12 | 11 | 9  | 10 | 11 | 12 | 12 | 13 | 12 | 12 | 12 | 12 | 12 | 12 | 11 | 11 | 11 | 12 | 11 | 12 | 13 | 12 | 12 | 12 | 13 | 13 | 13 | 13 | 13 | 13 |     |      |
| Troyes      | 13 | 19 | 20 | 15 | 11 | 11 | 13 | 10 | 11 | 12 | 12 | 11 | 12 | 13 | 13 | 14 | 13 | 13 | 14 | 15 | 16 | 16 | 16 | 17 | 19 | 19 | 19 | 18 | 18 | 18 | 18 | 18 | 18 | 19 | 19 | 18 | 18 | 19 |     | 17   |

À l’issue de la 1re journée, les équipes de Nantes et Angers étaient classées à la 11e place car ex æquo selon tous les points du règlement.
En gras et italique, les équipes comptant un match en retard (exemple : 8 pour Lorient à l’issue de la 2e journée) 
1. ↑  Lorient-Lyon, rencontre comptant pour la 2e journée, est reportée en raison du mauvais état de la pelouse du stade du Moustoir. Le match est joué après la 6e journée.

#### Résultats par match
| Journée ╱ Équipe | 1 | 2 | 3 | 4 | 5 | 6 | 7 | 8 | 9 | 10 | 11 | 12 | 13 | 14 | 15 | 16 | 17 | 18 | 19 | 20 | 21 | 22 | 23 | 24 | 25 | 26 | 27 | 28 | 29 | 30 | 31 | 32 | 33 | 34 | 35 | 36 | 37 | 38 |
| ---------------- | - | - | - | - | - | - | - | - | - | -- | -- | -- | -- | -- | -- | -- | -- | -- | -- | -- | -- | -- | -- | -- | -- | -- | -- | -- | -- | -- | -- | -- | -- | -- | -- | -- | -- | -- |
| Ajaccio          | D | N | D | D | D | D | D | V | D | V  | N  | D  | D  | V  | N  | V  | D  | D  | D  | D  | V  | D  | D  | D  | V  | D  | D  | D  | D  | D  | D  | N  | D  | N  | D  | D  | D  | V  |
| Angers           | N | N | D | D | D | D | V | V | D | D  | D  | D  | D  | D  | D  | D  | D  | D  | D  | D  | D  | N  | N  | D  | D  | D  | D  | D  | N  | V  | D  | D  | D  | D  | D  | N  | V  | D  |
| Auxerre          | D | N | V | V | D | D | D | D | N | D  | N  | D  | V  | N  | D  | D  | D  | D  | D  | D  | D  | N  | N  | V  | V  | N  | N  | D  | V  | V  | V  | N  | D  | N  | D  | D  | N  | D  |
| Brest            | D | N | V | D | D | N | D | D | N | D  | D  | V  | N  | D  | V  | D  | D  | N  | N  | V  | N  | N  | D  | D  | D  | V  | D  | N  | V  | N  | V  | N  | V  | D  | V  | V  | V  | D  |
| Clermont         | D | V | V | D | D | V | N | D | V | V  | N  | D  | N  | N  | D  | D  | V  | V  | V  | N  | N  | D  | D  | D  | N  | V  | D  | D  | V  | V  | V  | V  | V  | N  | V  | D  | V  | V  |
| Lille            | V | N | D | V | D | V | D | V | D | V  | V  | V  | D  | N  | V  | V  | N  | N  | V  | D  | N  | V  | V  | D  | V  | N  | N  | V  | V  | D  | V  | N  | V  | D  | N  | V  | V  | N  |
| Lens             | V | N | V | V | V | N | V | N | V | D  | V  | V  | V  | V  | V  | N  | V  | N  | V  | N  | D  | N  | D  | V  | N  | N  | V  | V  | V  | V  | D  | V  | V  | V  | V  | V  | V  | V  |
| Lorient          | V | V | N | V | D | V | V | V | V | V  | N  | N  | D  | D  | N  | D  | V  | N  | D  | V  | D  | N  | D  | V  | D  | N  | V  | N  | D  | N  | D  | D  | V  | V  | N  | D  | D  | V  |
| Lyon             | V | D | V | N | V | V | D | D | D | N  | D  | V  | V  | D  | N  | V  | D  | N  | D  | V  | N  | V  | V  | D  | V  | N  | N  | N  | V  | V  | V  | D  | V  | V  | D  | V  | V  | D  |
| Marseille        | V | N | V | V | V | V | V | N | V | D  | D  | D  | N  | V  | V  | V  | V  | V  | V  | N  | V  | D  | V  | V  | D  | V  | N  | V  | N  | N  | V  | V  | V  | D  | V  | D  | D  | D  |
| Monaco           | V | N | D | N | D | V | V | V | V | V  | N  | D  | V  | V  | D  | V  | V  | N  | V  | N  | V  | V  | V  | V  | D  | N  | D  | V  | V  | N  | V  | D  | D  | V  | N  | D  | D  | D  |
| Montpellier      | V | D | D | V | V | D | D | V | D | D  | D  | D  | D  | N  | N  | V  | D  | D  | D  | V  | D  | D  | V  | V  | N  | V  | V  | V  | N  | D  | D  | V  | V  | D  | N  | V  | D  | V  |
| Nantes           | N | N | D | V | N | D | D | N | D | D  | V  | N  | N  | D  | N  | N  | V  | N  | V  | N  | D  | V  | V  | D  | D  | D  | N  | N  | D  | N  | D  | N  | D  | D  | N  | D  | D  | V  |
| Nice             | N | N | D | D | V | D | V | D | D | V  | N  | N  | V  | V  | N  | N  | D  | V  | N  | V  | V  | V  | V  | N  | V  | N  | N  | N  | N  | D  | D  | D  | V  | V  | D  | N  | V  | V  |
| Paris            | V | V | V | N | V | V | V | V | V | N  | V  | V  | V  | V  | V  | V  | D  | V  | D  | N  | V  | V  | D  | V  | V  | V  | V  | D  | D  | V  | V  | V  | D  | V  | V  | V  | N  | D  |
| Reims            | D | D | N | N | V | N | D | D | N | N  | N  | V  | N  | V  | N  | V  | N  | V  | N  | N  | V  | N  | V  | N  | V  | V  | V  | D  | V  | N  | D  | D  | D  | V  | D  | N  | D  | D  |
| Rennes           | D | N | V | D | V | N | V | N | V | V  | V  | V  | V  | N  | V  | D  | V  | D  | V  | D  | V  | D  | D  | V  | V  | D  | N  | V  | D  | D  | V  | D  | V  | D  | V  | V  | V  | V  |
| Strasbourg       | D | N | N | D | N | N | N | D | D | V  | D  | N  | N  | D  | N  | D  | D  | N  | V  | D  | D  | V  | D  | V  | N  | D  | N  | V  | D  | D  | V  | V  | D  | V  | V  | N  | N  | D  |
| Toulouse         | N | V | N | D | D | D | V | D | V | N  | V  | N  | D  | D  | D  | D  | V  | V  | N  | V  | V  | D  | V  | D  | D  | D  | V  | D  | D  | V  | D  | V  | D  | N  | N  | N  | N  | V  |
| Troyes           | D | D | D | V | V | N | D | V | N | D  | N  | N  | D  | N  | D  | N  | V  | D  | D  | N  | D  | D  | D  | D  | D  | N  | D  | N  | D  | D  | D  | N  | D  | D  | D  | N  | D  | N  |

Séries de victoires : 7
- RC Lens (de la 32e à la 38e journée)

Séries de victoires en début de saison : 3
- Paris Saint-Germain (de la 1re à la 3e journée)

Séries de victoires en fin de saison : 7
- RC Lens (de la 32e à la 38e journée)

Séries de matchs sans défaite : 19
- Stade de Reims (de la 9e à la 27e journée)

Séries de matchs sans défaite en début de saison : 16
- Paris Saint-Germain (de la 1re à la 16e journée)

Séries de matchs sans défaite en fin de saison : 7
- RC Lens (de la 32e à la 38e journée)

Séries de défaites : 13
- Angers SCO (de la 9e à la 21e journée, record absolu de l'histoire du championnat[5])

Séries de défaites en début de saison : 3
- ESTAC Troyes (de la 1re à la 3e journée)

Séries de défaites en fin de saison : 3
- Olympique de Marseille (de la 36e à la 38e journée)

- AS Monaco (Idem)

Séries de matchs sans victoire : 21
- Angers SCO (de la 9e à la 29e journée)
- ESTAC Troyes (de la 18e à la 38e journée)

Séries de matchs sans victoire en début de saison : 9
- RC Strasbourg (de la 1re à la 9e journée)

Séries de matchs sans victoire en fin de saison : 21
- ESTAC Troyes (de la 18e à la 38e journée)

Séries de matchs nuls : 4
- OGC Nice (de la 26e à la 29e journée)

Séries de matchs nuls en début de saison : 2
- SCO Angers  (de la 1re à la 2e journée)
- FC Nantes (Idem)
- OGC Nice (Idem)

Séries de matchs nuls en fin de saison : Aucune

### Buts marqués par journée
Ce graphique représente le nombre de buts marqués lors de chaque journée.

### Classement des buteurs
|     | Buteur              | Club                  | Buts |
| --- | ------------------- | --------------------- | ---- |
| 1er | Kylian Mbappé       | Paris Saint-Germain   | 29   |
| 2e  | Alexandre Lacazette | Olympique lyonnais    | 27   |
| 3e  | Jonathan David      | LOSC Lille            | 24   |
| 4e  | Loïs Openda         | RC Lens               | 21   |
| 5e  | Folarin Balogun     | Stade de Reims        | 21   |
| 6e  | Habib Diallo        | RC Strasbourg         | 20   |
| 7e  | Elye Wahi           | Montpellier HSC       | 19   |
| 8e  | Wissam Ben Yedder   | AS Monaco             | 19   |
| 9e  | Terem Moffi         | FC Lorient / OGC Nice | 18   |
| 10e | Lionel Messi        | Paris Saint-Germain   | 16   |

| Source : Classement officiel des buteurs de la Ligue 1 Uber Eats. |

### Classement des passeurs
|    | Passeur               | Club                   | Passes décisives |
| -- | --------------------- | ---------------------- | ---------------- |
| 1  | Lionel Messi          | Paris Saint-Germain    | 16               |
| 2  | Jonathan Clauss       | Olympique de Marseille | 11               |
| 3  | Neymar                | Paris Saint-Germain    | 11               |
| 4  | Rémy Cabella          | LOSC Lille             | 10               |
| 5  | Caio Henrique         | AS Monaco              | 9                |
| 6  | Florian Sotoca        | RC Lens                | 8                |
| 7  | Benjamin Bourigeaud   | Stade rennais FC       | 8                |
| 8  | Branco van den Boomen | Toulouse FC            | 8                |
| 9  | Bradley Barcola       | Olympique Lyonnais     | 8                |
| 10 | Aleksandr Golovine    | AS Monaco              | 7                |

| Source : Classement officiel des passeurs de la Ligue 1 Uber Eats. |

### Affluence

#### Meilleures affluences de la saison
| Rang | Match                                        | Journée | Date              | Affluence |
| ---- | -------------------------------------------- | ------- | ----------------- | --------- |
| 1    | Olympique de Marseille - Paris Saint-Germain | J25     | 26 février 2023   | 65 894    |
| 2    | Olympique de Marseille - OGC Nice            | J22     | 5 février 2023    | 65 234    |
| 3    | Olympique de Marseille - AS Monaco           | J20     | 28 janvier 2023   | 64 502    |
| 4    | Olympique de Marseille - ES Troyes AC        | J31     | 16 avril 2023     | 63 486    |
| 5    | Olympique de Marseille - RC Strasbourg       | J27     | 12 mars 2023      | 63 380    |
| 6    | Olympique de Marseille - AC Ajaccio          | J10     | 8 octobre 2022    | 63 312    |
| 7    | Olympique de Marseille - FC Lorient          | J19     | 14 janvier 2022   | 63 276    |
| 8    | Olympique de Marseille - FC Nantes           | J3      | 20 août 2022      | 63 147    |
| 9    | Olympique de Marseille - LOSC Lille          | J7      | 10 septembre 2022 | 62 985    |
| 10   | Olympique de Marseille - Olympique lyonnais  | J14     | 6 novembre 2022   | 62 975    |

#### Affluences par journée
Ce graphique représente le nombre de spectateurs présents dans les stades lors de chaque journée.

## Trophées UNFP
Chaque début de mois, les internautes votent pour élire le trophée UNFP du joueur du mois de Ligue 1.
| Mois              | Premier           | Premier             | Premier | Deuxième        | Deuxième               | Deuxième | Troisième             | Troisième           | Troisième | Réf.  |
| Mois              | Joueur            | Club                | %       | Joueur          | Club                   | %        | Joueur                | Club                | %         | Réf.  |
| ----------------- | ----------------- | ------------------- | ------- | --------------- | ---------------------- | -------- | --------------------- | ------------------- | --------- | ----- |
| Août              | Neymar            | Paris Saint-Germain | 45      | Florian Sotoca  | RC Lens                | 30       | Lionel Messi          | Paris Saint-Germain | 25        |       |
| Septembre         | Lionel Messi      | Paris Saint-Germain | 57      | Dango Ouattara  | FC Lorient             | 31       | Jonathan David        | LOSC Lille          | 12        |       |
| Octobre           | Martin Terrier    | Stade rennais       | 42      | Lionel Messi    | Paris Saint-Germain    | 39       | Amine Gouiri          | Stade rennais       | 19        |       |
| Novembre Décembre | Kylian Mbappé     | Paris Saint-Germain | 39      | Seko Fofana     | RC Lens                | 36       | Benjamin Bourigeaud   | Stade rennais       | 25        |       |
| Janvier           | Wissam Ben Yedder | AS Monaco           | 38      | Alexis Sánchez  | Olympique de Marseille | 35       | Przemysław Frankowski | RC Lens             | 27        |       |
| Février           | Kylian Mbappé     | Paris Saint-Germain | 47      | Folarin Balogun | Stade de Reims         | 31       | Jean-Clair Todibo     | OGC Nice            | 22        |       |
| Mars              | Loïs Openda       | RC Lens             | 65      | Folarin Balogun | Stade de Reims         | 22       | Elye Wahi             | Montpellier HSC     | 13        | [ 8 ] |
| Avril             | Loïs Openda       | RC Lens             | 50      | Alexis Sánchez  | Olympique de Marseille | 39       | Grejohn Kyei          | Clermont Foot 63    | 11        | [ 9 ] |

Au mois de mai, lors des trophées UNFP du football 2023, sont élus le meilleur joueur, gardien, espoir, entraîneur, le plus beau but et l'équipe type de la saison.
| Meilleur joueur                     | Meilleur gardien      | Meilleur espoir                   | Meilleur entraîneur    | Plus beau but               |
| ----------------------------------- | --------------------- | --------------------------------- | ---------------------- | --------------------------- |
| Kylian Mbappé (Paris Saint-Germain) | Brice Samba (RC Lens) | Nuno Mendes (Paris Saint-Germain) | Franck Haise (RC Lens) | Elye Wahi (Montpellier HSC) |

| Gardien de but        | Défenseurs | Milieux de terrain                                                               | Attaquants                                                                                   |
| --------------------- | --- | -------------------------------------------------------------------------------- | -------------------------------------------------------------------------------------------- |
| Brice Samba (RC Lens) | Nuno Mendes (Paris Saint-Germain) Kevin Danso (RC Lens) Chancel Mbemba (O. Marseille) Achraf Hakimi (Paris Saint-Germain) | Seko Fofana (RC Lens) Valentin Rongier (O. Marseille) Khéphren Thuram (OGC Nice) | Kylian Mbappé (Paris Saint-Germain) Loïs Openda (RC Lens) Lionel Messi (Paris Saint-Germain) |

## Parcours en Coupes d'Europe
Le parcours des clubs français en coupes d'Europe est important puisqu'il détermine le coefficient UEFA, et donc le nombre de clubs français présents en coupes d'Europe les années suivantes.
| Club                   | Compétition             | Résultat                                  | Ultime(s) adversaire(s) | Ultime(s) adversaire(s) | Ultime(s) adversaire(s) |
| ---------------------- | ----------------------- | ----------------------------------------- | ----------------------- | ----------------------- | ----------------------- |
| Paris Saint-Germain    | Ligue des champions     | 8e de finale                              | Bayern Munich           | Bayern Munich           | Bayern Munich           |
| Olympique de Marseille | Ligue des champions     | Phase de groupes                          | Tottenham Hotspur       | Eintracht Francfort     | Sporting CP             |
| AS Monaco              | Ligue des champions     | 3e tour de qualification                  | PSV Eindhoven           | PSV Eindhoven           | PSV Eindhoven           |
| AS Monaco              | Ligue Europa            | Barrage de la phase à élimination directe | Bayer Leverkusen        | Bayer Leverkusen        | Bayer Leverkusen        |
| FC Nantes              | Ligue Europa            | Barrage de la phase à élimination directe | Juventus FC             | Juventus FC             | Juventus FC             |
| Stade rennais FC       | Ligue Europa            | Barrage de la phase à élimination directe | Chakhtar Donetsk        | Chakhtar Donetsk        | Chakhtar Donetsk        |
| OGC Nice               | Ligue Europa Conférence | Quart de finale                           | FC Bâle                 | FC Bâle                 | FC Bâle                 |

## Bilan de la saison
Les données ci-dessous sont vouées à évoluer au fur et à mesure du déroulement de la saison. Ici, les éléments après la 34e journée.
- Meilleure attaque : 89 buts inscrits
  - Paris-Saint-Germain
- Meilleure défense : 28 buts encaissés
  - RC Lens
- Premier but de la saison : 
  -  Tetê   12e pour l'Olympique lyonnais contre l'AC Ajaccio (2 - 1), le 5 août 2022 (1re journée).
- Dernier but de la saison : 
  -  Rhys Healey   90+4e pour le Toulouse FC contre l'AS Monaco  (2 - 1), le 4 juin 2023 (38e journée).
- Premier but contre son camp : 
  -  Arthur Theate   65e (csc) du Stade rennais contre le FC Lorient (0 - 1), le 7 août 2022 (1re journée).
- Premier penalty : 
  -  Alexandre Lacazette   22e (pen.) pour l'Olympique lyonnais contre l'AC Ajaccio (2 - 1), le 5 août 2022 (1re journée).
- Premier but sur coup franc direct :
  -  Armand Laurienté   2e pour le FC Lorient contre le Toulouse FC (2 - 2), le 21 août 2022 (3e journée).
- Premier doublé : 
  -  Lionel Messi   80e   86e pour le Paris Saint-Germain contre Clermont Foot 63 (0 - 5), le 6 août 2022 (1re journée).
- Premier triplé : 
  -  Florian Sotoca   27e   62e   65e pour le RC Lens contre le Stade brestois 29 (3 - 2), le 7 août 2022 (1re journée).
- Premier quadruplé : 
  -  Elye Wahi   40e   41e   53e (pen.)   55e pour le Montpellier HSC contre l'Olympique lyonnais (5 - 4), le 7 mai 2023 (34e journée).
- Premier carton jaune : 
  -  Cédric Avinel  21e pour l'AC Ajaccio contre l'Olympique lyonnais (1 - 2), le 5 août 2022 (1re journée).
- Premier carton rouge : 
  -  Anthony Lopes   27e pour l'Olympique lyonnais contre l'AC Ajaccio (2 - 1), le 5 août 2022 (1re journée).
- Carton jaune le plus rapide :
- Carton rouge le plus rapide : 9 secondes
  -  Jean-Clair Todibo   1e pour l'OGC Nice contre le Angers SCO (0 - 1), le 18 septembre 2022 (8e journée).
- But le plus rapide d'une rencontre : 8,36 secondes
  -  Kylian Mbappé   1re pour le Paris Saint-Germain contre le LOSC Lille (1 - 7), le 21 août 2022 (3e journée).
- But le plus tardif d'une rencontre : 100 minutes et 5 secondes
  -  Mohamed Bayo   90+11e pour le LOSC Lille contre le Toulouse FC (0 - 2), le 18 mars 2023 (28e journée).
- Plus jeune buteur de la saison :  Warren Zaïre-Emery (16 ans, 10 mois et 24 jours) lors de Montpellier HSC - Paris Saint-Germain (1 - 3), le 1er février 2023 (21e journée).
- Plus vieux buteur de la saison :  Dante (39 ans, 3 mois et 23 jours) lors de OGC Nice - AC Ajaccio (3 - 0), le 10 février 2023 (23e journée).
- Meilleure possession du ballon :
- Journée de championnat la plus riche en buts : 38 buts (3e journée).
- Journée de championnat la plus pauvre en buts : 21 buts (20e journée).
- Nombre de buts inscrits durant la saison : 954 buts
- Résultat le plus souvent rencontré durant la saison :
- Plus grand nombre de buts dans une rencontre : 9 buts
  - 5 - 4 lors de Olympique lyonnais - Montpellier HSC, le 7 mai 2023 (34e journée).
- Plus large victoire à domicile : 6 buts d'écart
  - 7 - 1 lors de AS Monaco - AC Ajaccio, le 15 janvier 2023 (19e journée).
- Plus large victoire à l'extérieur : 7 buts d'écart
  - 0 - 7 lors de Stade brestois 29 - Montpellier HSC, le 28 août 2022 (4e journée).
- Plus grand nombre de buts en une mi-temps : 
  - en 1re mi-temps : 6 buts
    - AC Ajaccio 4 - 2 RC Strasbourg Alsace (4 - 2, 0 - 0), le 5 novembre 2022 (14e journée).
    - AS Monaco 7 - 1 AC Ajaccio (5 - 1, 2 - 0), le 15 janvier 2023 (19e journée).

  - en 2e mi-temps : 6 buts
    - LOSC Lille 3 - 3 Olympique lyonnais (0 - 0, 3 - 3), le 10 mars 2023 (27e journée).
    - Olympique lyonnais 5 - 4 Montpellier HSC (1 - 2, 4 - 2), le 7 mai 2023 (34e journée)
- Plus grand nombre de buts dans une rencontre pour un joueur : 4 buts
- Doublé le plus rapide : 1 minute
  -  Loïs Openda   34e   35e pour le RC Lens contre le Clermont Foot 63 (0 - 4), le 12 mars 2023 (27e journée).
  -  Elye Wahi   40e   41e pour le Montpellier HSC contre l'Olympique lyonnais (5 - 4), le 7 mai 2023 (34e journée)
- Triplé le plus rapide : 4 minutes 30 secondes[10]
  -  Loïs Openda   30e   34e   35e pour le RC Lens contre le Clermont Foot 63 (0 - 4), le 12 mars 2023 (27e journée).
- Quadruplé le plus rapide : 15 minutes
  -  Elye Wahi   40e   41e   53e (pen.)   55e pour le Montpellier HSC contre l'Olympique lyonnais (5 - 4), le 7 mai 2023 (34e journée)
- Triplés de la saison : 9 triplés
  -  Florian Sotoca   27e   62e   65e pour le RC Lens contre le Stade brestois 29 (3 - 2), le 7 août 2022 (1re journée).
  -  Kylian Mbappé   1re   66e   87e pour le Paris Saint-Germain contre le LOSC Lille (1 - 7), le 21 août 2022 (3e journée).
  -  Wissam Ben Yedder   6e   28e   62e pour l'AS Monaco contre le FC Nantes (4 - 1), le 2 octobre 2022 (9e journée).
  -  Loïs Openda   60e   87e   90+3e pour le RC Lens contre le Toulouse FC (3 - 0), le 28 octobre 2022 (13e journée).
  -  Wissam Ben Yedder   21e   28e   35e (pen.) pour l'AS Monaco contre l'AC Ajaccio (7 - 1), le 15 janvier 2023 (19e journée).
  -  Folarin Balogun   44e (pen.)   61e   64e pour le Stade de Reims contre le FC Lorient (4 - 2), le 1er février 2023 (21e journée).
  -  Jonathan David   46e   61e (pen.)   79e (pen.) pour le LOSC Lille contre le Olympique lyonnais (3 - 3), le 10 mars 2023 (27e journée).
  -  Loïs Openda   30e   34e   35e pour le RC Lens contre le Clermont Foot 63 (0 - 4), le 12 mars 2023 (27e journée).
  -  Amine Gouiri   31e   40e   71e pour le Stade rennais FC contre le AC Ajaccio (0 - 5), le 21 mai 2023 (36e journée).
- Quadruplés de la saison : 2 quadruplés
  -  Elye Wahi   40e   41e   53e (pen.)   55e pour le Montpellier HSC contre l'Olympique lyonnais (5 - 4), le 7 mai 2023 (34e journée).
  -  Alexandre Lacazette   31e   59e   82e   90+10e (pen.) pour l'Olympique lyonnais contre le Montpellier HSC (5 - 4), le 7 mai 2023 (34e journée).
    - C'est la deuxième fois sur les 75 dernières années de Ligue 1, que deux joueurs inscrivent au moins quatre buts lors d'un même match[11]. La première fois se déroule lors du match Stade de Reims-AS Monaco (score 8-4), dernière journée de la saison 1973-1974 où Carlos Bianchi et Delio Onnis avaient respectivement inscrit un quintuplé et un quadruplé[12].
- Plus grand nombre de spectateurs dans une rencontre : 65 894 spectateurs
  - lors de Olympique de Marseille 0 - 3 Paris Saint-Germain au stade Vélodrome le 26 février 2023 (25e journée)[13].
- Plus petit nombre de spectateurs dans une rencontre : 3 561 spectateurs
  - lors de AS Monaco 3 - 2 AJ Auxerre au stade Louis-II le 1er février 2023 (21e journée)[14].
- Plus grande série de victoires : 7 matchs
  - RC Lens
- Plus grande série de défaites : 13 matchs
  - Angers SCO
- Plus grande série de matchs sans défaite : 19 matchs
  - Stade de Reims
- Plus grande série de matchs sans victoire : 21 matchs
  - Angers SCO
  - ES Troyes AC
- Champion d'automne : 47 points
  - Paris Saint-Germain
- Champion : 85 points
  - Paris Saint-Germain

| Championnat de France de football 2022-2023 |                        |
| Champion                                    | Paris-Saint-Germain    |
| Coupes et trophées                          |                        |
| Vainqueur de la Coupe de France 2022-2023   | Toulouse FC            |
| Vainqueur du Trophée des champions 2022     | Paris Saint-Germain    |
| Qualifications continentales                |                        |
| Ligue des champions 2023-2024               | Paris Saint-Germain    |
| Ligue des champions 2023-2024               | RC Lens                |
| Ligue des champions 2023-2024               | Olympique de Marseille |
| Ligue Europa 2023-2024                      | Toulouse FC            |
| Ligue Europa 2023-2024                      | Stade rennais FC       |
| Ligue Europa Conférence 2023-2024           | LOSC Lille             |
| Promotions et relégations                   |                        |
| Promus en Ligue 1 Uber Eats                 | Le Havre AC            |
| Promus en Ligue 1 Uber Eats                 | FC Metz                |
| Relégués en Ligue 2 BKT                     | AJ Auxerre             |
| Relégués en Ligue 2 BKT                     | AC Ajaccio             |
| Relégués en Ligue 2 BKT                     | ES Troyes AC           |
| Relégués en Ligue 2 BKT                     | Angers SCO             |